# Alexios V Doukas Mourtzouphlos
Alexios V Doukas Mourtzouphlos (Grieks: Αλέξιος Ε΄ Δούκας Μούρτζουφλος) (? - Constantinopel, 1205) was in 1204 keizer van Byzantium. Hij was getrouwd met Eudokia, dochter van keizer Alexios III
Terwijl het volk van Constantinopel hem op de troon zette na de dood van Alexios IV, overlegden buiten de stadsmuren de kruisvaarders en de Venetianen al over de verdeling van de buit, te weten het Byzantijnse Keizerrijk. Alexios vluchtte en Constantijn XI Laskaris werd tot keizer uitgeroepen, maar nog diezelfde nacht, 13 april 1204, namen de kruisvaarders de stad in die in de negen eeuwen sinds Constantijn I zo veel belegeringen doorstaan had. Drie dagen werd er geplunderd en onnoemelijke schade gedaan aan de rijke erfenis van de Romeinen.
Een belangrijke kroniekschrijver noteerde: Et bien tesmoigne Joffrois de Vilhardoin li mareschaus de Champagne a son escient par verté, que, puis que li siecles fu estorez, ne fu tant gaainie en une ville ("..niet sinds de schepping was er ooit zo veel weggesleept uit een stad"). 
Alexios V, die al blind was gemaakt door een van de ex-keizers, werd door Diederik, een zoon van de Loonse graaf Gerard van Loon vermoord toen die hem van de oude zuil van Theodosius I duwde. Na de dood van Alexios heersten in Constantinopel de keizers van het Latijnse Keizerrijk, hoewel in Nicea, Trebizonde en in Epirus lokale vorsten zich opwierpen als de wettige opvolgers van het eens zo grootse rijk.